# Powder
Powder (Pura energía) es una película de 1995 dirigida por Victor Salva, acerca de un niño albino llamado Jeremy Reed y apodado "Powder", con poderes paranormales relacionados con la electricidad. La película pregunta acerca de los límites de la mente y el cuerpo humano, al mismo tiempo que muestra su capacidad para la crueldad, y la esperanza de que un día la humanidad avanzará más allá de la tecnología y ciencia.

## Resumen
En medio de una tormenta, llega al servicio de emergencias médicas una mujer en avanzado estado de embarazo sin constantes vitales, acompañada de su marido. Los médicos logran salvar al bebé pero la madre muere. El bebé es albino. Su padre, al verlo en la incubadora, siente un gran rechazo hacia él, clamando que no es su hijo, mientras es retirado de la sala por el personal médico. El bebé, durante los gritos de su padre, llora con más desesperación y sufrimiento, dando unas señales anormalmente altas en el electroencefalógrafo que los médicos le han conectado.
En el campo, años más tarde, Jessie Caldwell (Mary Steenburgen), directora y psicóloga de un orfanato en el pueblo de Wheaton, Texas, llega a la casa donde un hombre mayor ha muerto de causa natural, llamada por el sheriff Doug Barnum (Lance Henriksen). En el sótano se halla escondido un joven adolescente albino (Sean Patrick Flanery) que nunca ha tenido contacto con la sociedad salvo sus abuelos, con quienes vivía, llamado Jeremy Reed y que se hace llamar Powder. En este primer contacto Jessie advierte la gran inteligencia de este joven, cuyo conocimiento académico procede de los cientos de libros que ha leído, que tiene en el sótano (su habitación) y de los que recuerda cada página con exactitud.
Estando huérfano ahora, Jessie se lo lleva al orfanato, donde el primer contacto con los demás jóvenes es difícil debido al bullying.
Posteriormente asiste en la escuela a la clase de ciencias del profesor Donald Ripley (Jeff Goldblum), donde ocurre un incidente con un aparato de demostración de la electricidad.
Durante los posteriores días, ocurren varios incidentes en los que muchos de los demás muestran su rechazo hacia Powder y él no se siente cómodo. Powder quiere volver a su casa, la granja de sus abuelos, pero Jessie le informa de que ésta está en querella y que ahora el banco posee la mayor parte.
En un momento durante estos días, Powder recuerda lo que sucedió el día que su madre murió, estando él en su vientre: durante una tormenta, un rayo cayó encima de la madre.
Powder muestra no solo que tiene una inteligencia extraordinaria sino que también tiene poderes telepáticos, empáticos, eléctricos y magnéticos. Es una persona muy sensible que sufre en silencio la falta de amigos y el rechazo de los demás, comenzando por el de su padre el día que nació.
Con sus capacidades telepáticas, Powder ayuda al sheriff a comunicarse con su mujer, que está en trance de muerte y no puede comunicarse, facilitando la reconciliación familiar del sheriff con su hijo y la partida, al fin en paz, de su esposa.
Powder también fuerza al ayudante del sheriff, Harley Duncan (Brandon Smith), a sentir el dolor, el miedo y la muerte de un venado que él dispara en un encuentro no autorizado de caza en el bosque con los chavales del orfanato, hecho que le cambia para siempre, siendo desde entonces incapaz de empuñar un arma.
En la feria de Wheaton, Powder entabla amistad con la compañera de la escuela Lindsey Kelloway (Missy Crider). Él le cuenta que, aunque la gente se siente sola y "desconectada", en realidad estamos todos conectados unos con otros. Powder y Missy se besan, pero a los pocos minutos el padre de Missy, cargado de prejuicios, los ve y se la lleva a la fuerza, después de insultar e intentar agredir a Powder.
Powder, a punto de fugarse de Wheaton, tiene un conflicto con el agresivo líder de los chicos del orfanato, John Box (Bradford Tatum) y le salva la vida mediante una desfibrilación eléctrica que él mismo genera.
Finalmente, de nuevo en la granja, que ha sido vaciada, es encontrado por la directora Caldwell, quien, junto con el profesor Ripley, ha decidido llevarlo a un lugar bueno para él donde no sea estigmatizado por la gente y pueda desarrollar una vida feliz y normal. Sin embargo, el sheriff y su ayudante llegan también a la granja a su salida. Tras unas palabras, el sheriff accede a dejarlos marchar, porque comprende la naturaleza de Powder y que lo que está sucediendo no es bueno para él, pero el ayudante se opone y se dispone a llamar a sus compañeros.
Una tormenta se avecina, y tras observar el cielo Powder le dice al sheriff que su esposa no se fue a ninguna parte, que sigue ahí con todos; simplemente salió de su cuerpo.
Ante sorpresa de todos, Powder empieza a correr campo abierto hacia la tormenta, buscando un rayo. Todos los demás corren detrás de él pero no pueden evitar que un rayo lo alcance. Tras una gran y luminosa descarga eléctrica, Powder se desvanece junto con el rayo, generándose una ola expansiva de energía que traspasa a los cuatro que detrás de él corrían. Tras recibir esta energía, que es Powder, con shock y asombro, todos comparten sentimientos de alegría, paz y comprensión.

## Reparto
- Sean Patrick Flanery como Jeremy "Powder" Reed
- Mary Steenburgen como Jessie Caldwell
- Lance Henriksen como Sheriff Doug Barnum
- Jeff Goldblum como Donald Ripley
- Brandon Smith como Deputy Harley Duncan
- Bradford Tatum como John Box
- Susan Tyrrell como Maxine
- Melissa Lahlitah Crider como Lindsey Kelloway
- Ray Wise como Dr. Aaron Stripler
- Esteban Powell como Mitch
- Reed Frerichs como Skye
- Chad Cox como Zane
- Joe Marchman como Brennan
- Phil Hayes como Greg Reed
- Danette McMahon como Emma Barnum
- Barry Berfield como Paramédico

## Controversia
La producción de la película por parte de Disney generó una controversia sobre la elección del director y guionista Víctor Salva, quien había sido condenado por abusar sexualmente de un niño actor de 12 años durante la producción de su película anterior, Clownhouse (1988). Fue condenado a 3 años de prisión y puesto en libertad 15 meses después. Los funcionarios de Disney informaron que se enteraron del crimen de Salva sólo después había comenzado la producción de Powder y enfatizaron que no había menores en el set de la película. Cuando se estrenó Powder, la víctima, Nathan Forrest Winters, volvió a presentarse en un intento de lograr que otros boicotearan la película en protesta por la contratación de Salva por parte de Disney.
- Datos: Q1543837